# Novo Horizonte do Oeste
Novo Horizonte do Oeste är en kommun i Brasilien.   Den ligger i delstaten Rondônia, i den centrala delen av landet, 1 600 km väster om huvudstaden Brasília. Antalet invånare är 10 237.
Omgivningarna runt Novo Horizonte do Oeste är huvudsakligen savann. Runt Novo Horizonte do Oeste är det glesbefolkat, med 14 invånare per kvadratkilometer.